# Jaciment arqueològic de La Vital (Gandia)
La Vital és un jaciment arqueològic ubicat a la planura litoral de Gandia (València), a la vora sud del riu Serpis i molt pròxim a la seua desembocadura a la mar Mediterrània. Al seu solar han aparegut restes que abasten una àmplia cronologia que va des del Neolític antic fins l'època contemporània.

## Investigació
Tot i que els investigadors han acordat emprar la denominació de La Vital –nom de la fàbrica conservera i de sucs que va ocupar la zona des dels anys 30 fins ben entrat el segle XX- per a englobar tota l'àrea arqueològica estudiada, en realitat el jaciment està conformat per diverses àrees, cadascuna amb un nom diferenciat: l'Alqueria de Sant Andreu, Sanxo Llop, Accés Sud Gandia i La Vital. Aquesta fragmentació és resultat de la intermitència de les intervencions arqueològiques que s'hi ha realitzat entre 2005 i 2011, marcades pels ritmes del procés urbanitzador de l'entorn, la qual cosa ha obligat a generar diferents expedients administratius.
Les primeres troballes van tindre lloc en 2005, amb motiu del desmuntatge de les instal·lacions de l'antiga fàbrica La Vital i les obres de construcció del centre comercial del mateix nom. Als terrenys de l'Alqueria de Sant Andreu i Sanxo Llop, la de major extensió, hi va començar a treballar un equip dirigit per l'arqueòleg Josep Pascual Beneyto. Paral·lelament, el solar de La Vital va ser excavat pel Grup de Recerques Prehistòriques de la Universitat de València, sota la direcció del professor Joan Bernabeu Auban.
Ben prompte les intervencions van palesar la riquesa arqueològica del jaciment, especialment quant a les fases del Neolític final i del Calcolític, per la singularitat de les troballes. Malgrat que el desenvolupament de les excavacions ha estat condicionat per l'avanç de les obres d'urbanització i, per tant, no s'ha pogut fer un estudi integral, les campanyes realitzades en 2005, 2010 i 2011 han obert noves i interessants perspectives sobre el poblament i l'explotació de la planura litoral de Gandia des de la Prehistòria.

## Fases d'ocupació
L'estudi de les estructures i els materials trobats a La Vital han permès identificar una sèrie de fases arqueològiques, desigualment representades, que inclouen el Neolític, el Calcolític, el Bronze Final, la primera Edat del Ferro, l'època ibèrica, la romana, l'andalusina, la baixmedieval, la moderna i la contemporània.

### Neolític-Calcolític
Als terrenys de l'Alqueria de Sant Andreu i de Sanxo Llop les excavacions van traure a la llum un gran nombre de fosses i sitges que han estat datades entre finals del Neolític i inicis del Calcolític. Es tracta d'estructures excavades en la terra amb tipologies diverses (planta circular, arrodonida o ovalada, amb bases planes o aplanades) i de funcionalitat també diversa.
Per paral·lels arqueològics i etnogràfics, se sap que les sitges eren emprades per a emmagatzemar cereals i garantir, d'aquesta manera, la seua conservació tant per al consum com per al conreu. Quan aquestes estructures deixaven de ser útils per a l'emmagatzematge, eren reutilitzades amb altres finalitats.
A La Vital una part de les fosses estudiades evidencien la reutilització com a abocadors, altres semblen tindre relació amb activitats de combustió i unes altres foren reaprofitades per a enterraments humans. Aquestes últimes han aportat informació molt interessant sobre els rituals d'enterrament de la fase campaniforme de la zona valenciana. Algunes de les fosses estudiades mostren deposicions intencionals de parts d'esquelets d'animals –sobretot bòvids– en relació amb enterraments, i també alguns elements metàl·lics i ceràmics, incloent-hi un vas amb decoració campaniforme. Part d'aquests elements ens parlen de possibles banquets rituals, i en el seu conjunt evidencien diferenciacions d'estatus social i d'identitat.
La consideració de les sitges i les fosses, juntament amb una sèrie de grans estructures ovalades que s'han interpretat com a cabanes d'habitatge, fan pensar que en aquestes terres va existir, entre el IV i el III mil·lenni a. C., un assentament dedicat a l'explotació agrícola. Segons els investigadors, aquest poblat podria estar constituït per unes 20-22 unitats domèstiques, calculades a partir del nombre total de sitges identificades i pels paral·lels d'altres jaciments.
La presència de nombroses sitges parla d'un model d'agricultura extensiva que permet l'acumulació d'excedent, molt característic de la fase final del Neolític i l'inici del Calcolític. Aquest model va tindre un profund impacte en l'entorn, tal com demostren els estudis de paleobotànica que s'han fet a la zona, on es detecta en aquesta cronologia un clar retrocés de la massa forestal de carrasques, freixes i arboceres, i l'expansió d'arbustos com el romaní i el bruc.
Així mateix, s'han trobat evidencies d'activitat ramadera –especialment de bovins, per l'abundància de pastures i zones humides de la franja litoral-, de talla de sílex amb nòduls del Serpis i de metal·lúrgia del coure.

### Bronze Final
A l'àrea de Sanxo Llop es va descobrir una gran estructura tancada per un mur i farcida de pedres, amb una sèrie de materials associats que es poden datar en la fase final de l'Edat del Bronze. Entre ells, restes lítiques, marques d'estores i fragments ceràmics de diverses tipologies (de bases planes, de cordons digitats, amb òmfal, amb mamellons).
Per la seua banda, a les excavacions de l'Accés Sud de Gandia van aparèixer estructures excavades en la terra amb materials (ceràmics, lítics, metàl·lics) de la mateixa cronologia. No obstant això, encara és poc el que es pot dir de l'ocupació del territori en aquesta fase.

### Primera Edat del Ferro
Entre les troballes de La Vital hi ha una representació limitada de peces dels segles VIII-VI a. C., corresponents a la primera Edat del Ferro. Es tracta, fonamentalment, de fragments ceràmics de cuina (olles) que evidencien l'existència una zona d'hàbitat.
Malgrat l'escassesa de materials, hi ha una peça ben singular: una pàtera de vora entrant i base anellada, de producció local, que resulta innovadora quant a la forma però no quant a la tècnica de producció. La importància d'aquesta peça rau en el fet que reflecteix un moment de contactes entre la comunitat assentada en la plana del Serpis i els comerciants fenicis que visitaven llavors la façana mediterrània peninsular. Així, d'una banda, l'exclusivitat tipològica de la peça parla de l'adopció de formes foranes que, encara que de manera restringida, van circular per aquesta zona. D'altra banda, el fet que la producció siga a mà posa de manifest com eixes formes van ser adaptades a la realitat local.
En aquest sentit, els estudis que s'han fet a l'àrea valenciana demostren que les importacions fenícies al nord del riu Vinalopó consisteixen, bàsicament, en contenidors d'aliments, no en vaixella. Açò és simptomàtic d'una predilecció per la importació d'aliments específics (oli, vi, saladures) per a pràctiques de consum diferenciades, que no requereixen d'una vaixella importada –com sí ocorre, en canvi, al sud del Vinalopó-, sinó que es fa servir la vaixella de producció local, independentment de que s'introduïsquen innovacions tipològiques.
A poc més d'un quilòmetre de distància de La Vital, en els terrenys de l'antic Hospital de Sant Marc, al nucli històric de Gandia, es va fer una excavació arqueològica on van aparèixer materials de la mateixa cronologia i característiques semblants.

### Època ibèrica
Els treballs arqueològics han tret a la llum una necròpoli ibèrica del segle V a. C. als terrenys de Sanxo Llop i La Vital. En ella s'han identificat un total de set tombes i una fossa –de cronologia indeterminada-, si bé les característiques de les intervencions arqueològiques, sotmeses als ritmes de la urbanització de l'entorn, han impedit excavar-la en extensió.
Es tracta de fosses circulars senzilles excavades en la terra, on es van dipositar les urnes d'orelletes, característiques del període Ibèric Antic, amb les cendres dels difunts. Aquestes urnes tenen una decoració molt senzilla a base de línies de color marró rogenc. Excepte una, totes les urnes han estat datades entre mitjans i finals del segle V a. C.; el cas excepcional el constitueix una urna més decorada i de factura una mica diferent, que s'enquadra entre finals del segle vi i principis del V a. C.
Algunes d'elles inclouen també aixovar amb peces de gran valor, com demostren un fragment de ceràmica àtica, elements de pasta vítria, fíbules i algunes armes (punta de llança, regaton, dues anelles d'escut).
Per la reduïda extensió de la necròpoli, l'escassa densitat dels enterraments, la coincidència cronològica i les semblances en el ritual i el tractament de les restes, s'ha plantejat la possibilitat que existís una filiació familiar entre les persones enterrades. D'aquesta manera, l'enterrament més antic podria correspondre al primer familiar enterrat, al qual seguirien altres membres amb diferències d'estatus, tal com reflecteixen les diferències en l'aixovar.
El que continua sent una incògnita és on es troba l'hàbitat associat a la necròpoli. És presumible que les restes identificades a l'antic Hospital de Sant Marc es corresponguen amb aqueix hàbitat, però el que sembla clar és que seria un establiment rural, ocupat possiblement per un grup d'agricultors propietaris amb relacions de parentesc i amb capacitat d'adquirir objectes excepcionals per a alguns dels seus enterraments.

### Època romana
A Sanxo-Llop es va exhumar una estructura d'uns 35 metres de longitud i 0’40 metres de potència. Les característiques formals de l'estructura i l'aparició de materials associats, com ara fragments d'àmfores, dolia, rajoles, tegulae, campanianes i algunes restes metàl·liques, permeten identificar-la com una construcció de cronologia romano-republicana.
Prop d'allí, a la partida de Rafalcaid, les prospeccions realitzades en els anys 80 del segle xx van donar a conéixer una vil·la romana del segle I d. C., amb abundants evidències de materials constructius. No debades, en aquest període hi ha constància del conreu d'oliveres i vinya en la planura de Gandia, que se sumen al tradicional de cereals i lleguminoses.

### Èpoques medieval, moderna i contemporània
Sobre l'àrea que va ocupar el poblat neolític s'hi va instal·lar, entre els segles xi i xiii, una alqueria andalusina dedicada a l'explotació agrícola. A partir d'aquest moment, i fins pràcticament la segona meitat del segle xx, quan comença la industrialització i terciarització de l'economia local, té lloc una clara intensificació de l'activitat agrícola, amb la successió de conreus adaptats a la pluviometria i la humitat de l'entorn: l'arròs (segles XI-XIV), la canya de sucre (segles XV-XVII), les moreres i les hortalisses (segle xviii) i els taronjars (segles XIX-XX).